# Brampton with Stoven
Brampton with Stoven is een civil parish in het bestuurlijke gebied East Suffolk, in het Engelse graafschap Suffolk. In 2001 telde het dorp 453 inwoners.